# Adolf Steen
Adolf Steen (29. august 1856 i København – 26. november 1911) var en dansk forstmand.
Steen var søn af professor Adolph Steen. Han blev student 1874 og forstkandidat 1880; efter et par års privat virksomhed, bl.a. på Hald, trådte han i statens tjeneste, først som forstassistent, dernæst som skovfoged og 1892-1900 som skovrider, det sidste på Bornholm. 1885 modtog han Videnskabernes Selskabs Pris for en afhandling om bøgens vækst i Danmark, der senere er offentliggjort i Tidsskrift for Skovbrug IX og XII. 1900 blev Steen, der 12. november 1888 havde ægtet Clara Julie Kierkegaard (21. august 1859 på Lindholm, Uggeløse Sogn – ?), datter af proprietær Julius Vilhelm Kirkegaard, på grund af svagelighed afskediget fra statstjenesten.